# Nationale Polytechnische Universität Armeniens

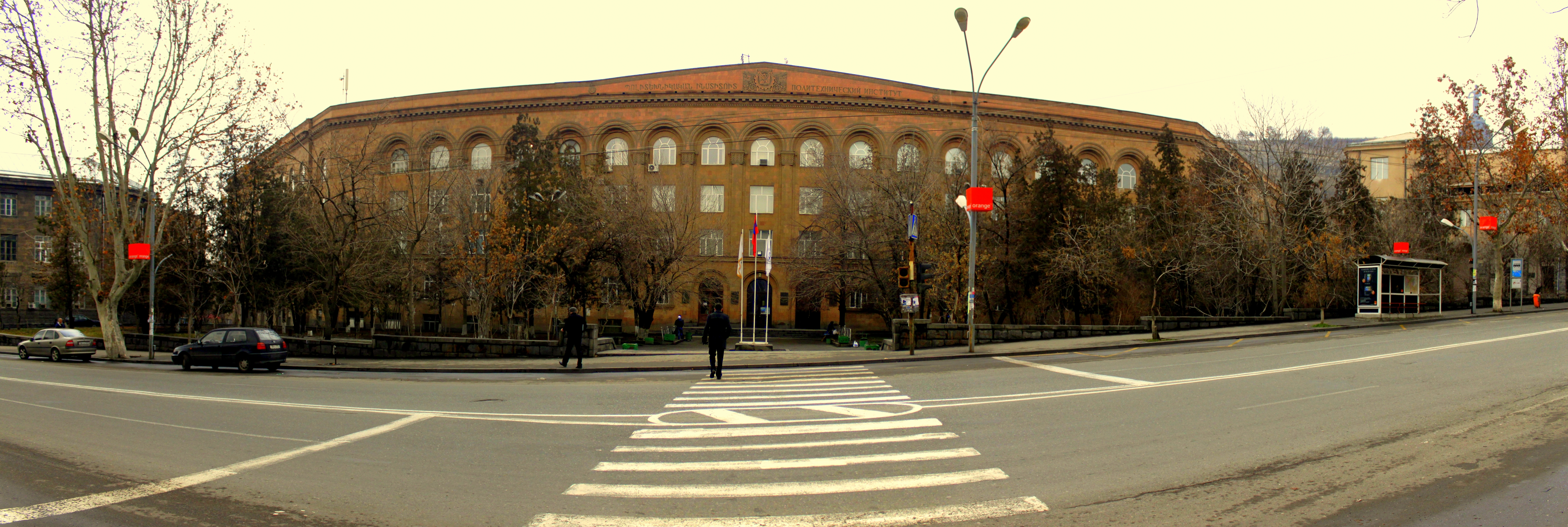
Hauptgebäude der Universität (2011)

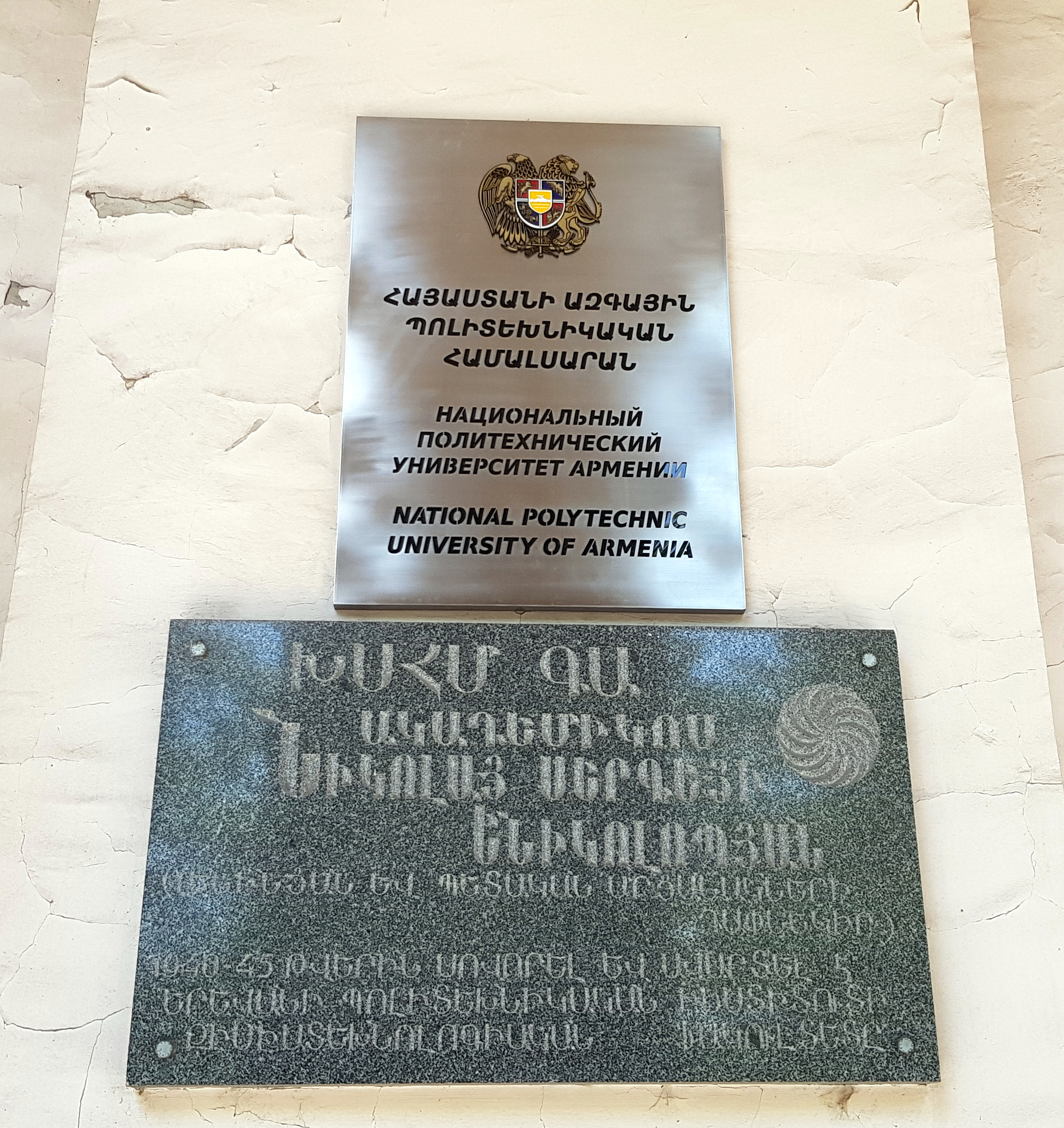
Wandtafel am Universitätsgebäude (2019)

Die Nationale Polytechnische Universität Armeniens (armenisch Հայաստանի ազգային պոլիտեխնիկական համալսարան) ist eine staatliche Universität mit Sitz in der armenischen Hauptstadt Jerewan. Sie betreibt darüber hinaus auch Außenstellen in Gjumri, Wanadsor, Goris sowie Kapan. Von 1991 bis 2014 trug die Universität den Namen Staatliche Ingenieuruniversität Armeniens (armenisch Հայաստանի Պետական Ճարտարագիտական Համալսարան).

## Geschichte
Die Universität wurde als Polytechnisches Institut Jerewan 1933 mit zwei Fakultäten und 107 Studenten gegründet. Das Institut entwickelte sich parallel zur Industrialisierung Armeniens und erreichte 1980–1985 den Höhepunkt seiner Entwicklung mit rund 25.000 Studenten und mehr als 66 Fachbereichen. Damit war das Institut die größte Hochschule und einer der führenden technischen Hochschulen der Sowjetunion. Im Laufe des 75-jährigen Bestehens haben mehr als 100.000 Absolventen die Universität erfolgreich abgeschlossen.
Als Reaktion auf das veränderte politische und ökonomische Umfeld formte sich das Institut 1991 um und wurde zur staatlichen Ingenieuruniversität Armeniens.

## Struktur und Fakultäten
Die leitenden Organe der Hochschule sind der Universitätsrat, die Studentengesellschaft, das Rektorat und die Studentenunion.
Fakultäten sind:
- Bergbautechnik und Metallkunde
- Computersysteme und Informatik
- Kybernetik
- Mathematik
- Maschinenbau
- Mechanik und Maschinenwissenschaften
- Funktechnik und Kommunikationssysteme
- Sozial-, Politik- sowie allgemeine Wirtschaftswissenschaften
- Transportsysteme
- Chemie- und Umwelttechnik
- Elektrotechnik
- Energietechnik
- Sprachen
- Engineering Graphics
- Physik
- Sport
- Arbeitssicherheit